# Cathy Berx
Cathy Hilde Raymond Berx (Berchem, 8 januari 1969) is een Belgische juriste en politica namens de CD&V.

## Biografie
Berx behaalde in 1993 haar licentiaat in de rechten aan de Universiteit Antwerpen, en dit met grote onderscheiding. In 1998 behaalde zij haar doctoraat in de rechten in het domein publiekrecht. 
Van 1994 tot 1997 was Cathy Berx aspirante bij het Fonds voor Wetenschappelijk Onderzoek - Vlaanderen en van 1997 tot 2004 werkte ze als adviseur bij CEPESS en daarna bij CEDER, de studiedienst van de CVP en vervolgens de CD&V. Sinds 2000 is Cathy Berx docente aan de Faculteit Rechten van de Universiteit Antwerpen.
Van 2001 tot 2007 was zij OCMW-raadslid en ondervoorzitter van het OCMW van Antwerpen, onder Monica De Coninck (sp.a). In oktober 2006 werd Berx verkozen tot gemeenteraadslid van de stad, hetgeen ze bleef tot eind april 2008. Ze was tevens CD&V-fractieleider in de gemeenteraad. Daarnaast was zij van 2004 tot 2008 ondervoorzitter van de raad van bestuur van het Ziekenhuis Netwerk Antwerpen. Na haar benoeming als gouverneur van de provincie Antwerpen volgde Suzette Verhoeven haar op, nadat eerste opvolger Luk Lemmens (N-VA) besloot ondervoorzitter van het Antwerps OCMW te blijven.
In juni 2003 werd Cathy Berx samen met Wouter Beke aangesteld tot vicevoorzitter van de CD&V, dit onder respectievelijk Yves Leterme, Jo Vandeurzen en Etienne Schouppe. Ze bekleedde de functie tot eind april 2008. Als topadviseur voor Yves Leterme was ze nauw betrokken was bij zowel de Vlaamse regeringsonderhandelingen na de verkiezingen van juni 2004 als de federale onderhandelingen van juni 2007.
Na de derde rechtstreekse Vlaamse verkiezingen van 13 juni 2004, waarbij ze opkwam als eerste opvolger, volgde ze midden juli 2004 Vlaams minister van Welzijn, Gezondheid en Gezin Inge Vervotte op als Vlaams volksvertegenwoordiger voor de kieskring Antwerpen. Ze bleef Vlaams volksvertegenwoordiger tot eind april 2008, waarna ze haar mandaat in het Vlaams Parlement doorgaf aan Ward Kennes, burgemeester van Kasterlee. Als Vlaams Parlementslid was zij van 2004 tot 2008 vast lid van de commissie Wonen, Stedelijk Beleid, Inburgering en Gelijke Kansen en zetelde zij van 2007 tot 2008 in de commissie Onderwijs, Vorming, Wetenschap en Innovatie.

Vlag van de gouverneur van Antwerpen

Eind april 2008 nam Berx ontslag uit haar politieke mandaten. Op 1 mei 2008 volgde ze immers Camille Paulus op als gouverneur van de provincie Antwerpen. Tijdens de coronacrisis kwam Berx onder de aandacht door de extra maatregelen getroffen in haar bestuursgebied. Deze maatregelen bestonden onder andere uit het introduceren van de avondklok, die later in heel België werd toegepast. Ook pleitte Berx voor extra strenge handhaving van de coronamaatregelen tijdens de feestdagen, ze suggereerde zelfs om het aantal dozen pizza dat zou worden afgeleverd te controleren vanwege de geldende contactbeperkingen.".
Berx ging ook zetelen in de raden van bestuur van verschillende instanties. Van 2008 tot 2022 was ze voorzitter van het Instituut voor Tropische Geneeskunde en van 2009 tot 2015 bestuurder bij Flanders Technology International. Ook werd ze voorzitter van het beheerscomité van het Fonds BELvue en voorzitter van de Hoge Raad van de Universiteit Antwerpen.
Cathy Berx is gehuwd met Johan Meeusen, gewoon hoogleraar en professor Europees recht aan de Universiteit Antwerpen, en is moeder van twee kinderen. 

## Eretekens
- België : Commandeur in de kroonorde, Kb van 24 januari 2015.